# Галуза, Анатолий Петрович
Анатолий Петрович Галуза (род. 26 сентября 1957, Бобруйск, Могилевская область) — советский, белорусский гандболист. Вратарь. Заслуженный мастер спорта СССР (1989).

## Карьера
- СКА, Минск 1975-90
- «Анова» Эммен, Нидерланды (с 1991).

Тренеры: Л. М. Рабинович, В. П. Косинский, С. П. Миронович.

## Достижения
- Чемпион мира среди юниоров (1977, Швеция).
- Обладатель кубка европейских чемпионов (1987, 1989, 1990), Кубка Кубков (1983,1988), Суперкубка (1989) в составе команды СКА
- Чемпион Нидерландов (1996), бронзовый призёр чемпионата Нидерландов (1994).
- Работает в Нидерландах детским тренером.